# Carlo il Grosso
Carlo III, detto il Grosso (Donaueschingen, 13 giugno 839 – Donaueschingen, 13 gennaio 888), fu re di Alemannia (876-887), poi re d'Italia (879-887), Imperatore dei Romani (881-887), re dei Franchi orientali (882-887) e infine re dei Franchi occidentali, re d'Aquitania e re nominale di Provenza (884-887).
Fu l'ultimo imperatore appartenente alla linea di discendenza legittima della dinastia carolingia e anche l'ultimo sovrano a governare su tutti i regni dell'impero. Il soprannome "il Grosso" (in latino Crassus) si affermò solo nel XII secolo.

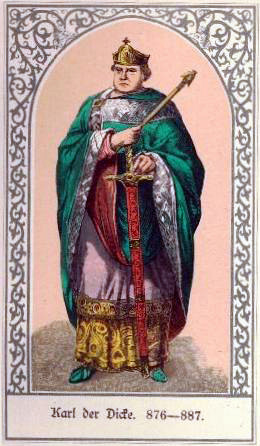
Carlo il Grosso, dipinto da Max Barack nel XIX secolo

## Origine
Figlio maschio terzogenito del re dei Franchi orientali e re di Lotaringia Ludovico II detto il Germanico e della moglie, Emma di Baviera, figlia di Guelfo I (?-824/825), conte di Altdorf e altre contee in Baviera e di Edvige di Sassonia. Quindi come confermato dagli Annales Xantenses, Emma era la sorella dell'imperatrice, Giuditta di Baviera.

## Biografia

L'Impero Carolingio alla morte di Ludovico II detto il Germanico. In rosa il regno di Carlo il Grosso.

Carlo nacque a Neudingen (cittadina di Donaueschingen). Il 1º agosto 862, secondo gli Annales Bertiniani, Carlo il Grosso prese in moglie Riccarda di Svevia, figlia del conte palatino di Svevia Ercangero, della famiglia degli Ahalolfingi. Nell'865 il padre assegnò a Carlo il Grosso il governo dell'Alemannia, di cui divenne re alla morte del genitore, nell'876.
Quando nell'871 si era sparsa la voce che l'imperatore Ludovico II era stato messo a morte dal principe di Benevento (Adelchi), suo padre Ludovico il Germanico inviò Carlo in Italia per raccogliere adesioni contro il proprio fratellastro Carlo il Calvo, ambedue desiderosi di occupare il regno d'Italia. La notizia che l'imperatore era vivo giunse prima che si arrivasse allo scontro armato. Così quando l'imperatore Ludovico II morì, il 12 agosto 875, Carlo il Grosso fu nuovamente inviato in Italia alla guida di un esercito, ma fu costretto a ritirarsi e fu sostituito nell'incarico dal fratello Carlomanno.
Ludovico il Germanico morì il 28 agosto 876 e il regno dei Franchi orientali o di Germania fu diviso tra i suoi tre figli:
- Carlomanno ricevette la Baviera e il titolo di re dei Franchi orientali o di Germania
- Ludovico III il Nord: Franconia, Sassonia e Turingia
- Carlo il Grosso l'Alemannia (Svevia), l'Alsazia e la Rezia[6].

L'impero Carolingio alla morte del fratello Carlomanno. In rosa il regno di Carlo il Grosso.

Nel novembre dell'879 suo fratello Carlomanno re di Baviera, il quale nell'877 era riuscito a farsi incoronare re d'Italia, a causa della malattia che lo aveva colpito e che, dopo pochi mesi, lo avrebbe portato alla morte, dovette abbandonare l'Italia. Il papa Giovanni VIII invitò Carlo il Grosso a prendere possesso del regno d'Italia, e già, in quello stesso anno, Carlo aveva assunto il controllo di tutto il Nord Italia. Nell'estate dell'880, di ritorno da Ravenna, dove era stato eletto re d'Italia, si incontrò con i cugini Luigi III, re de Franchi occidentali e Carlomanno II, re d'Aquitania, per stringere un'alleanza.
Prima mossero guerra contro Ugo, figlio naturale di Lotario II, che pretendeva il ducato di Lorena (l'eredità del padre, toltagli in quanto figlio illegittimo). Poi, dato che Carlomanno non riusciva a imporsi su Bosone, eletto re di Provenza al posto di Carlomanno II, i tre alleati si mossero in aiuto di Carlomanno contro Bosone, invadendo la Provenza: conquistarono Mâcon e una parte del regno di Provenza e, in agosto, fu posto l'assedio a Vienne, dove Bosone si era asserragliato; ma a novembre l'assedio fu tolto, per la defezione di Carlo il Grosso. Infatti Carlo il Grosso, lasciato l'assedio di Vienne, si dovette recare a Roma per ricevere la corona imperiale dalle mani di papa Giovanni VIII (12 febbraio 881).
Dopo la morte del fratello Ludovico III (882), Carlo il Grosso, ereditò il titolo regale dei Franchi orientali o di Germania, assumendo anche il controllo sui territori su cui Ludovico III regnava (Franconia, Sassonia, Turingia e Baviera, che aveva ereditato alla morte del fratello Carlomanno, nell'880), lasciando ad Arnolfo, figlio illegittimo di suo fratello Carlomanno di Baviera, il ducato di Carinzia.
Dopo che, nell'884, suo cugino re d'Aquitania e pretendente al trono di Provenza, Carlomanno II, divenuto, nell'882, anche re dei Franchi occidentali, succedendo al fratello Luigi III, era anche lui morto, secondo gli Annales Vedastini, per una caduta da cavallo, in seguito a un incidente di caccia, Carlo il Grosso fu scelto dai maggiorenti del regno a succedergli come re dei Franchi Occidentali, re d'Aquitania e pretendente al trono di Provenza, perché il legittimo erede, Carlo, fratellastro di Carlomanno era ancora un bimbo: fu eletto a Ponthion a giugno del 885.

### Unico sovrano

L'impero Carolingio di Carlo il Grosso, dopo l'unificazione dell'885.

Formalmente l'impero di Carlo Magno era unificato sotto un unico sovrano. Carlo il Grosso fu però incapace di contrastare le invasioni dei vichinghi, nonostante alcune vittorie iniziali, tra cui quella su Ugo di Lotaringia e suo cognato, uno dei capi dei vichinghi, Goffredo. Nell'885, prima Goffredo fu attirato in un'imboscata da Enrico, duca di Franconia, e fu ucciso. Poi Ugo, anche lui fu attirato in un'imboscata da Enrico di Franconia, fu fatto prigioniero, e per ordine dell'imperatore, il cugino Carlo il Grosso, fu accecato e rinchiuso nel monastero dell'abbazia di Prüm dove morì una decina di anni dopo, senza lasciare discendenza.
Però in quello stesso anno Carlo il Grosso venne sconfitto, a Lovanio, dai vichinghi là radunatisi, poiché dopo la morte di Carlomanno II, si erano sentiti sciolti dall'impegno di dover lasciare il regno dei Franchi occidentali ed erano ritornati.
Nell'886 una imponente flotta di navi vichinghe pose l'assedio a Parigi. Il conte di Parigi, Oddone riuscì dopo una sortita ad avvisare l'imperatore, Carlo il Grosso, che convocò un'assemblea a Metz dove si decise di soccorrere la città. Fu inviato in avanscoperta il duca di Franconia Enrico, che però fu ucciso mentre perlustrava l'accampamento nemico (28 agosto) e le sue truppe si ritirarono. Due mesi dopo Carlo si presentò con l'esercito davanti a Parigi, ma invece di dare battaglia, aprì le trattative con il capo dei vichinghi, Sigfrido, che si conclusero con l'accordo che i vichinghi avrebbero tolto l'assedio a Parigi, dietro il pagamento da parte dell'imperatore di 700 libbre d'argento e il permesso di risalire la Senna per svernare in Borgogna, che poi fu messa a sacco.
Nell'887 Carlo ricevette la moglie di Bosone (morto l'11 gennaio, senza essersi mai arreso), la regina di Provenza Ermengarda d'Italia, alla quale promise protezione per il figlio Ludovico, l'erede di Bosone, al quale garantì la successione sul trono di Provenza e (secondo il Reuter) lo nominò suo erede.
In quell'anno Carlo divorziò dalla moglie Riccarda, che secondo gli Annales Argentinenses era stata accusata di adulterio con Liutwardo Vercellensi episcopo, ma che una commissione giudicò ancora vergine. L'accusa rivolta alla regina si trova anche nel Bernoldi Chronicon, che precisa che la commissione che trovò la regina vergine fu voluta da papa Stefano V.
A seguito della ribellione di suo nipote, Arnolfo di Carinzia, figlio naturale di Carlomanno, che era stato tra i maggiori avversari di Carlo III a Magonza, Carlo venne deposto (anche se un vero atto di deposizione, secondo lo storico Timothy Reuter non esiste) da una dieta di grandi dell'Impero, svoltasi nel palazzo di Trebur, nei pressi di Darmstadt nel novembre dell'887, approfittando del fatto che l'imperatore era fisicamente impedito a causa di una grave malattia. A quel punto l'impero di Carlo era definitivamente disgregato, le diverse fazioni cercarono di porre il proprio controllo sulla corona. Arnolfo di Carinzia venne proclamato re dei Franchi Orientali. Oddone fu proclamato re dei Franchi Occidentali da una dieta svoltasi a Compiègne. In Italia Berengario del Friuli e Guido II di Spoleto finirono per contendersi la corona di re d'Italia.
Carlo, dopo la deposizione, fu condotto in Alemannia, a Donaueschingen, una località sul Danubio, vicino a Costanza, dove morì, poco tempo dopo, secondo il cronista Reginone, il 13 gennaio 888 e venne seppellito nel monastero di Augia, sull'isola di Reichenau. Reginone, che definisce Carlo il Grosso "uomo molto devoto", dice anche che dopo la sua morte l'erede da lui designato non fu tenuto in considerazione.

## Discendenza
Dal matrimonio con Riccarda forse ebbe un figlio, in netto contrasto con le cronache, gli Annales Argentinenses e il Bernoldi Chronicon:
- Carlomanno (?-† 876), morto giovane.

Carlo ebbe anche un figlio illegittimo, da una concubina di cui non si conosce il nome, né gli ascendenti:
- Bernardo[16] (876-891), che Carlo - contro l'opinione dei maggiorenti dell'impero - avrebbe voluto legittimare con l'appoggio di papa Adriano III[17], senza riuscirci, per la morte del papa[17]. Dopo la morte del padre Carlo il Grosso Bernardo, dall'890 fino alla morte (891[16]), capeggiò una ribellione contro il cugino, Arnolfo di Carinzia, che era succeduto a Carlo il Grosso sul trono dei Franchi orientali.

## Antenati
|                          |                 |                     | Genitori            |  |  | Nonni |  |  | Bisnonni    |  |  | Trisnonni       |  |
|                          |                 |                     |                     |  |  |       |  |  | Carlo Magno |  |  | Pipino il Breve |  |
|                          |                 |                     |                     |  |  |       |  |  | Carlo Magno |  |  | Pipino il Breve |  |
|                          |                 | Bertrada di Laon    |                     |  |  |       |  |  | Carlo Magno |  |  |                 |  |
| Ludovico il Pio          |                 |                     |                     |  |  |       |  |  | Carlo Magno |  |  |                 |  |
|                          |                 | Ildegarda           | Geroldo di Vinzgau  |  |  |       |  |  |             |  |  |                 |  |
|                          |                 | Ildegarda           | Geroldo di Vinzgau  |  |  |       |  |  |             |  |  |                 |  |
|                          |                 | Ildegarda           | Emma d'Alemannia    |  |  |       |  |  |             |  |  |                 |  |
| Ludovico II il Germanico |                 | Ildegarda           |                     |  |  |       |  |  |             |  |  |                 |  |
|                          |                 | Ingerman di Hesbaye | Sigram              |  |  |       |  |  |             |  |  |                 |  |
|                          |                 | Ingerman di Hesbaye | Sigram              |  |  |       |  |  |             |  |  |                 |  |
|                          |                 | Ingerman di Hesbaye | …                   |  |  |       |  |  |             |  |  |                 |  |
| Ermengarda di Hesbaye    |                 | Ingerman di Hesbaye |                     |  |  |       |  |  |             |  |  |                 |  |
|                          |                 | Edvige di Baviera   | …                   |  |  |       |  |  |             |  |  |                 |  |
|                          |                 | Edvige di Baviera   | …                   |  |  |       |  |  |             |  |  |                 |  |
|                          |                 | Edvige di Baviera   | …                   |  |  |       |  |  |             |  |  |                 |  |
| Carlo il Grosso          |                 | Edvige di Baviera   |                     |  |  |       |  |  |             |  |  |                 |  |
|                          | Rotardo di Metz | …                   |                     |  |  |       |  |  |             |  |  |                 |  |
|                          | Rotardo di Metz | …                   |                     |  |  |       |  |  |             |  |  |                 |  |
|                          | Rotardo di Metz | …                   |                     |  |  |       |  |  |             |  |  |                 |  |
| Guelfo I                 | Rotardo di Metz |                     |                     |  |  |       |  |  |             |  |  |                 |  |
|                          |                 | Ermelinda           | …                   |  |  |       |  |  |             |  |  |                 |  |
|                          |                 | Ermelinda           | …                   |  |  |       |  |  |             |  |  |                 |  |
|                          |                 | Ermelinda           | …                   |  |  |       |  |  |             |  |  |                 |  |
| Emma di Baviera          |                 | Ermelinda           |                     |  |  |       |  |  |             |  |  |                 |  |
|                          |                 | Isanbarto           | Guerino di Turgovia |  |  |       |  |  |             |  |  |                 |  |
|                          |                 | Isanbarto           | Guerino di Turgovia |  |  |       |  |  |             |  |  |                 |  |
|                          |                 | Isanbarto           | Adelinde            |  |  |       |  |  |             |  |  |                 |  |
| Edvige di Baviera        |                 | Isanbarto           |                     |  |  |       |  |  |             |  |  |                 |  |
|                          |                 | Thiedrada           | …                   |  |  |       |  |  |             |  |  |                 |  |
|                          |                 | Thiedrada           | …                   |  |  |       |  |  |             |  |  |                 |  |
|                          |                 | Thiedrada           | …                   |  |  |       |  |  |             |  |  |                 |  |
|                          |                 | Thiedrada           |                     |  |  |       |  |  |             |  |  |                 |  |

### Fonti primarie
- (LA)  Monumenta Germaniae Historica, tomus VI.
- (LA)  Monumenta Germaniae Historica, tomus IX.
- (LA)  Monumenta Germaniae Historica, tomus II.
- (LA)  Annales Bertiniani.
- (LA)  Monumenta Germaniae Historica, tomus I.
- (LA)  Rerum Gallicarum et Francicarum Scriptores, tomus IX.
- (LA)  Monumenta Germaniae Historica, tomus XVII.
- (LA)  Monumenta Germaniae Historica, tomus V.

### Letteratura storiografica
- René Poupardin, I regni carolingi (840-918), in «Storia del mondo medievale», vol. II, 1979, pp. 583–635
- Allen Mayer, I vichinghi, in «Storia del mondo medievale», vol. II, 1979, pp. 734–769